# Herlin Lino
Herlin Hernán Lino Pluas (Babahoyo, 6 febbraio 1997) è un calciatore ecuadoriano, attaccante del Leones del Norte.

## Caratteristiche tecniche
È una seconda punta.

## Carriera

### Club
Ha giocato nella prima divisione ecuadoriana e nelle serie minori spagnole.

### Nazionale
Con la nazionale Under-20 ecuadoriana ha preso parte al campionato sudamericano 2017 ed al Mondiale 2017.